# Macrosemiiformes
De Macrosemiiformes zijn een orde van uitgestorven straalvinnige vissen met als enige familie Macrosemiidae. De groep evolueerde tijdens het Laat-Trias en verdween tijdens het Laat-Krijt. De groep is gevonden in rotsformaties in Afrika, Australië, Eurazië en Noord-Amerika.
Ze behoren tot de Ginglymodi, wat betekent dat hun naaste levende verwanten beensnoeken zijn, waarbij ze ofwel als de meest basale leden van de clade worden geplaatst, of als genest binnen de Semionotiformes. Veel leden van de familie hebben langgerekte rugvinnen, die vaak gepaard gaan met een aangrenzend huidgebied zonder schubben. Deze vinnen waren waarschijnlijk gegolfd voor precisiezwemmen. Hun lichaamsmorfologie suggereert dat het langzame zwemmers waren die in staat waren om rond complexe topografie te manoeuvreren, zoals rifomgevingen.

## Taxonomie
- Orde Macrosemiiformes
  - Familie Macrosemiidae, Thiollière, 1858
    - Aphanepygus
    - Disticholepis
    - Enchelyolepis
    - Orthurus
    - Petalopteryx
    - Neonotagogus
    - Histionotus
    - Legnonotus
    - Macrosemius
    - Propterus
    - Ophiopsis

  - Familie Uarbryichthyidae
    - Uarbryichthys